# الفتوى الحموية
الفتوى الحموية الكبرى أو العقيدة الحموية أو الفتوى الحموية كتاب في العقيدة الإسلامية من تأليف ابن تيمية.

## موضوع الكتاب
بعث بعض أهل مدينة حماة من الشام استفتاءً في سنة 698 هـ إلى ابن تيمية يسألونه فيه عن تحقيق العلماء في الصفات التي وصف الله بها نفسه في الآية ﴿الرَّحْمَنُ عَلَى الْعَرْشِ اسْتَوَى ۝٥﴾(سورة طه: آية 5) وفي الآية ﴿ثُمَّ اسْتَوَى إِلَى السَّمَاءِ وَهِيَ دُخَانٌ﴾(سورة فصلت: آية 11)، وما أشبههما، وعن تحقيق الحديث النبوي «إِنَّ قُلُوبَ بَنِي آدَمَ بَيْنَ إِصْبَعَيْنِ مِنْ أَصَابِعِ الرَّحْمَنِ» وقول الرسول: «يضع الجبار قدمه في النار»، وسألوه عما يقول العلماء في ذلك، وما يذهب إليه أهل السنة من العلماء في باب صفات الله؛ فأجاب ابن تيمية عن هذه الأسئلة بتفصيل وتوضيح كبير (عُرف هذا الجواب باسم «العقيدة الحموية الكبرى»، في رسالة تقع في 50 صفحة، ويقع ضمن «مجموعة الرسائل الكبرى»)، ويذكر المؤرخون أنه تحدث في رسالته هذه عن مذهب الصحابة والتابعين والأئمة المجتهدين، والمتكلمين المتقدمين مثل أبي الحسن الأشعري، والقاضي أبي بكر الباقلاني والجويني، وأنه قد استدل بأقوالهم وتأليفاتهم، ومن بعض كتبهم أنهم كانوا يرون الإيمان بصفات الله من واجبات الدين، ويذكر المؤرخون أنه ذكر أنهم يعترفون بحقيقتها مع جلال الله، وتجدر بذاته، مع التنزيه الكامل من كل تشبيه وتجسيم، ومن كل نفي وتعطيل.

### محنة ابن تيمية بسبب تأليفه الحموية
لاقت هذه الفتوى استقبالًا جيدًا من الأوساط الحنبلية، وسخطُا واستنكارُا عام في وسط الأشاعرة والمتكلمين، الذين كانوا يتمتعون بتأييد الحكومة، وكان رجاله متبوئين منصب القضاء والإفتاء الرسمية.
ذكر ابن كثير ضمن الأحداث التي وقعت في سنة 698 هـ، أن جماعة من الفقهاء قاموا عليه، وأرادوا إحضاره إلى مجلس القاضي جلال الدين الحنفي فلم يحضر، فنودي في البلد في العقيدة التي كان قد سأله عنها أهل حماة المسماة «الحموية» فاتنصر له الأمير سيف الدين جاغان، وأرسل يطلب الذين قاموا عنده، فاختفى كثير منهم، وضرب جماعة ممن نادى على العقيدة، فسكت الباقون. واجتمع لاحقاً بالقاضي إمام الدين مع جماعة من الفقهاء، وبحثوا في «الفتوى الحموية»، وناقشوه في أماكن فيها، فأجاب عنها بعد كلام كثير، ثم ذهب ابن تيمية وسكنت الأحوال.
ويُذكر أنه كان من المتوقع أن تكون هذه القصة قد امتدت، وثارت ضجة أخرى، ولكن حدث في نفس الوقت من الأحوال ما لم يسمح بالخوض في الخلافات والمناقشات العقائدية، وكان ذلك بعد غارة التتر، التي برز فيها ابن تيمية كقائد ومجاهد.